# Dead Boy Detectives
Dead Boy Detectives è una serie televisiva statunitense ideata da Steve Yockey e basata sugli omonimi personaggi DC Comics di Neil Gaiman e Matt Wagner. La serie, una commedia-drammatica con tinte horror soprannaturali, è uno spin-off della serie The Sandman.

## Trama
Charles Rowland ed Edwin Paine sono due ragazzi inglesi che, dopo la morte, hanno deciso di rimanere sulla Terra anziché proseguire nell'aldilà, per indagare su crimini di natura soprannaturale.

## Episodi
| Stagione       | Episodi | Pubblicazione |
| -------------- | ------- | ------------- |
| Prima stagione | 8       | 2024          |

## Personaggi e interpreti

### Personaggi principali
- Edwin Paine, interpretato da George Rexstrew, doppiato da Alex Polidori.
Un detective fantasma ucciso dai compagni del college inglese nel quale studiava nel 1916.
- Charles Rowland, interpretato da Jayden Revri, doppiato da Federico Bebi.
Il collega di Edwin, morto nel 1989, per ipotermia ed emorragia interna.
- Crystal Palace, interpretata da Kassius Nelson, doppiata da Giulia Franceschetti.
Una medium dotata di poteri sovrannaturali e in grado di vedere i fantasmi.
- Jenny Green, interpretata da Briana Cuoco, doppiata da Jessica Bologna.
La proprietaria della macelleria Tongue & Tail di Port Townsend, che affitta le stanze sopra il suo negozio a Crystal e Niko
- L'infermiera di notte, interpretata da Ruth Connell.
Infermiera che gestisce il dipartimento soggetti smarriti dell'Aldilà e si occupa dei bambini morti smarriti.
- Niko Sasaki, interpretata da Yuyu Kitamura, doppiata da Veronica Puccio.
Vicina di Crystal, dopo un'esperienza di premorte è in grado di vedere i fantasmi .
- Esther Finch, interpretata da Jenn Lyon, doppiata da Barbara de Bortoli.
Strega immortale a Port Townsend in cerca di vendetta contro i detective Dead Boy

### Ricorrenti
- David il Demone, interpretato da David Iacono.
- Re dei Gatti, interpretato da Lukas Gage.
- Tragic Mick, interpretato da Michael Beach.
- Monty, interpretato da Joshua Colley, doppiato da Riccardo Suarez.
- Kingham, interpretato da Max Jenkins.
- Litty, interpretata da Caitlin Reilly.
- Maxine, interpretata da Lindsey Gort.
- Morte, interpretata da Kirby Howell-Baptiste.
- Disperazione, interpretata da Donna Preston.

## Produzione

### Sviluppo
Il 3 settembre 2021, Variety ha annunciato che HBO Max aveva ordinato un pilot per una potenziale serie Dead Boy Detectives, allora intesa come spin-off di Doom Patrol, con Steve Yockey come scrittore e produttore esecutivo insieme a Jeremy Carver, Greg Berlanti, Sarah Schechter e David Madden. Il 14 aprile 2022, HBO Max ha ordinato la produzione della serie, con Yockey come showrunner; Beth Schwartz fu scelta come co-showrunner lo stesso settembre. Il 24 febbraio 2023, il progetto è stato spostato da HBO Max a Netflix.
Il 20 aprile 2023, Neil Gaiman ha confermato che la serie sarebbe stata ambientata nello stesso universo di The Sandman e nel novembre dello stesso anno si è unito al progetto in veste di produttore esecutivo. Dopo il passaggio a Netflix, la serie ha potuto integrare personaggi ed elementi da The Sandman, tra cui Kirby Howell-Baptiste e Donna Preston nei rispettivi ruoli Morte e Disperazione.

### Casting
Nel novembre 2021 entrano a fare parte del cast George Rexstrew, Jayden Revri, Kassius Nelson, Alexander Calvert, Briana Cuoco, Ruth Connell, Yuyu Kitamura e Jenn Lyon. Lukas Gage ha sostituito Calvert nel settembre del 2022. Nell'ottobre 2022, Michael Beach, Joshua Colley e Lindsey Gort si sono uniti al cast, seguiti il mese successivo da Caitlin Reilly, Max Jenkins e David Iacono.

### Riprese
L'episodio pilota è stato girato tra dicembre 2021 e gennaio 2022, per la regia di Lee Toland Krieger. Le riprese del resto della serie sono invece iniziate il 7 novembre 2022 a Langley e si sono concluse il 5 aprile 2023.

## Distribuzione
La serie è stata pubblicata su Netflix il 25 aprile 2024. Il 30 agosto 2024 viene cancellata dopo una sola stagione.

## Accoglienza
L'aggregatore di recensioni Rotten Tomatoes riporta il 91% di recensioni positive con un punteggio medio di 7,3 su 10 basato sul parere di trentadue critici. Metacritic ha assegnato un punteggio di 65 su 100 sulla base di 19 critici, indicando "recensioni generalmente favorevoli".